# Parc national Forêt des Pins
Le parc national naturel de Forêt des Pins (PNN-FP) est un parc national d'Haïti. D’une superficie de 18 780 ha, il est divisé en deux parcs, le premier d’une superficie de 4 780,57 ha et le second  d’environ 14 000 ha.

## Parc national Forêt des Pins (unité 2)
L’unité 2 (PNN-FP2) a été créé par le décret du 4 avril 1983 puis délimité par celui du 30 avril 2013. Cette unité occupe 14 031 hectares, avec un périmètre de 74 km et se situe autour du sommet le plus haut du pays, le pic la Selle, à 2 680 m. Plusieurs rivières prennent sources ici comme la rivière Blance et la rivière Pichon.  Après sa délimitation, l’état a souhaité la borner, avec des bornes de couleurs rouges tous les 500 mètres.
La Ccscade Pichon est un symbole de ce parc.
Il est situé sur les communes de Fonds-Verrettes, Belle-Anse, Croix-des-Bouquets et Ganthier.

### Biodiversité
L’unité 2 possède une réserve importante en Pins, espèce endémique menacée. D’autres espèces sont en danger comme le Genévrier (juniperus gracilior var. Ekmanii), le Flè Wouj et Galata, toutes deux étant endémiques. 
2 oiseaux sont en voie de disparition : le Kalson Wouj et le Jako .